# Rémi Cavagna
Rémi Cavagna (Clermont-Ferrand, 10 augustus 1995) is een Frans wielrenner die sinds 2025 voor Groupama-FDJ rijdt.

## Carrière
In 2015 werd Cavagna nationaal kampioen tijdrijden bij de beloften door op het 25,3 kilometer lange parcours in en rond Les Pieux meer dan een halve minuut sneller te zijn dan Marc Fournier en Nans Peters, die respectievelijk op de tweede en derde plaats eindigden.
In 2016 won Cavagna de laatste etappe van de Ronde van Alentejo, terwijl zijn ploegmaat Enric Mas – die de tweede etappe had gewonnen – het eindklassement op zijn naam schreef. In het Circuit des Ardennes wist Cavagna de eerste etappe te winnen door op tien kilometer voor de finish aan te vallen en een sprintend peloton drie seconden voor te blijven.
In mei nam Cavagna deel aan de Ronde van Berlijn, een Duitse beloftenkoers. Hier werd hij met zijn ploeg nipt verslagen in de openingsploegentijdrit; BMC Development Team legde het 6,3 kilometer lange parcours één seconden sneller af. Het eerste deel van de derde etappe – die was opgesplitst in deel A en deel B – won Cavagna met een voorsprong van elf seconden op Nathan Van Hooydonck, waarna de Fransman de leiderstrui overnam van zijn ploeggenoot Maximilian Schachmann. De top twee van het klassement veranderde in het tweede deel van de derde etappe en de vierde etappe niet, waardoor Klein Constantia een één-tweetje in het eindklassement deed. Vier dagen na zijn eindwinst in Berlijn nam Cavagna deel aan de Paris-Arras Tour. Hier won hij de derde etappe en werd hij met een achterstand van acht seconden op Aidis Kruopis tweede in het eindklassement. Eind juni won Cavagna de chaotische sprint in de derde etappe van de Koers van de Olympische Solidariteit nadat een deel van het peloton de verkeerde kant op was gestuurd. Ruim twee weken na afloop van de Poolse koers werd bekend dat Cavagna net als zijn ploeggenoten Maximilian Schachmann en Enric Mas een contract had getekend bij Etixx-Quick Step. In augustus werd Cavagna nationaal kampioen tijdrijden voor beloften door het 28,2 kilometer lange parcours in en rond Civaux 49 seconden sneller aflegde dan Corentin Ermenault. Een maand later werd hij, achter Lennard Kämna en Filippo Ganna, derde op het Europese kampioenschap, waarna hij samen met Ermenault zevende werd in de Duo Normand. Op het wereldkampioenschap reed Cavagna de dertiende tijd in de tijdrit en eindigde hij op plek 78 in de wegwedstrijd. Zijn seizoen sloot hij af met de Chrono des Nations, die hij afsloot op plek 21.
Zijn debuut voor Quick-Step Floors maakte Cavagna in de Ronde van San Juan, waar hij vierde werd in de individuele tijdrit. Na de vierde etappe van de Ronde van België, waarin hij vierde werd, nam hij de leiderstrui over van Wout van Aert. In de laatste etappe maakte Jens Keukeleire, door middel van bonificatieseconden, de één seconde achterstand die hij had goed, waardoor de Belg de eindoverwinning pakte en Cavagna tweede werd. Later in het seizoen werd Cavagna onder meer zesde in Binche-Chimay-Binche en elfde in het eindklassement van de eerste Ronde van Guangxi. Het seizoen 2018 begon voor Cavagna in Argentinië, waar hij deelnam aan de Ronde van San Juan. Na zeven etappes eindigde hij daar op de tiende plaats in het algemeen klassement. Zijn eerste profzege behaalde hij in maart van dat jaar, toen hij de beste was in Dwars door West-Vlaanderen. Zijn ploeggenoot Florian Sénéchal werd drie seconden later tweede. In de Ronde van Californië ging hij in de derde etappe mee in de vroege vlucht. Onderweg schudde hij al zijn medevluchters af en finishte hij met meer dan zeven minuten voorsprong op Ben King. In de Ronde van Spanje 2019 werd hij tweede in de ploegentijdrit met Deceuninck–Quick-Step. In de individuele tijdrit en de 17de etappe eindigde de Fransman telkens derde. In de negentiende rit was het wel raak. Hij zat mee in een kopgroep van tien renners, waaruit hij solo wegsprong. Het peloton naderde nog op de zware aankomststrook in Toledo, maar Cavagna hield uiteindelijk vijf seconden over op Sam Bennett.

## Palmares

### Overwinningen
2013
2e etappe Trophée Centre Morbihan
2014
 Frans kampioen tijdrijden, universitairen
2015
 Frans kampioen tijdrijden, beloften
2016
5e etappe Ronde van Alentejo
Eindklassement Ronde van Alentejo
1e etappe Circuit des Ardennes
3e etappe deel A Ronde van Berlijn
Eindklassement Ronde van Berlijn
3e etappe Paris-Arras Tour
Jongerenklassement Paris-Arras Tour
3e etappe Koers van de Olympische Solidariteit
2018
Dwars door West-Vlaanderen
2019
3e etappe Ronde van Californië
19e etappe Ronde van Spanje
2020
Classic de l'Ardèche
 Frans kampioen tijdrijden, elite
 Prijs van de strijdlust Ronde van Spanje
2021
5e etappe Ronde van Romandië (ITT)
 Frans kampioen op de weg, elite
6e etappe (ITT) Ronde van Polen
2023
1e en 5e etappe (ITT) Internationale Wielerweek
 Frans kampioen tijdrijden, elite
1e etappe Ronde van Slowakije
Eindklassement Ronde van Slowakije
 Europees kampioen gemengde ploegenestafette, elite

## Resultaten in voornaamste wedstrijden
| Jaar | Ronde van Italië | Ronde van Frankrijk | Ronde van Spanje |
| ---- | ---------------- | ------------------- | ---------------- |
| 2017 |                  |                     |                  |
| 2018 | 115e             |                     |                  |
| 2019 |                  |                     | 52e (1)          |
| 2020 |                  | 113e                | 84e              |
| 2021 | 68e              |                     |                  |
| 2022 |                  |                     | 104e             |
| 2023 |                  | 106e                |                  |
| 2024 |                  |                     |                  |
| 2025 |                  |                     |                  |

| Jaar | Milaan-San Remo | Ronde van Vlaanderen | Parijs-Roubaix | Amstel Gold Race | Luik-Bast.‑Luik | Ronde van Lombardije | Waalse Pijl | Parijs-Tours | Brabantse Pijl |  | WK op de weg |  | Wereldranglijsten |
| ---- | --------------- | -------------------- | -------------- | ---------------- | --------------- | -------------------- | ----------- | ------------ | -------------- |  | ------------ |  | ----------------- |
| 2017 |                 |                      |                |                  |                 |                      |             | 59e          | 91e            |  |              |  | 245e (UWT)        |
| 2018 |                 |                      |                |                  | opgave          |                      |             |              | 51e            |  | opgave       |  | 144e (UWT)        |
| 2019 |                 |                      |                | opgave           | opgave          | 102e                 | opgave      |              | 104e           |  | opgave       |  | 292e (UWR)        |
| 2020 |                 |                      |                |                  | 110e            |                      | 81e         |              |                |  |              |  |                   |
| 2021 |                 |                      |                | 70e              |                 |                      |             |              | 11e            |  |              |  |                   |
| 2022 | 127e            |                      |                |                  |                 |                      |             |              | 57e            |  |              |  |                   |
| 2023 |                 |                      |                | 23e              |                 |                      |             |              | 4e             |  | opgave       |  |                   |
| 2024 |                 | 75e                  | 103e           |                  |                 |                      |             |              |                |  |              |  |                   |
| 2025 |                 |                      |                | 69e              | 118e            |                      | 62e         |              |                |  |              |  |                   |

### Resultaten in kleinere rondes
| Jaar | Tour Down Under | Parijs-Nice | Ronde van Catalonië | Ronde van het Baskenland | Ronde van Romandië | Critérium du Dauphiné | Ronde van Polen | Ronde van Guangxi |
| ---- | --------------- | ----------- | ------------------- | ------------------------ | ------------------ | --------------------- | --------------- | ----------------- |
| 2017 |                 |             | buiten tijd         |                          | 88e                |                       | 78e             | 11e               |
| 2018 |                 |             |                     | 80e                      |                    |                       |                 | 4e                |
| 2019 | 29e             |             |                     |                          |                    |                       |                 |                   |
| 2020 |                 |             |                     |                          |                    | 100e                  |                 |                   |
| 2021 |                 | 83e         | 89e                 |                          | 56e                |                       | 34e             |                   |
| 2022 |                 |             |                     | opgave                   | 82e                | 70e                   | 6e              |                   |
| 2023 |                 | 35e         |                     | 63e                      |                    |                       |                 |                   |

## Ploegen
- 2016 –  Klein Constantia
- 2017 –  Quick-Step Floors
- 2018 –  Quick-Step Floors
- 2019 –  Deceuninck–Quick-Step
- 2020 –  Deceuninck–Quick-Step
- 2021 –  Deceuninck–Quick-Step
- 2022 –  Quick Step-Alpha Vinyl
- 2023 –  Soudal-Quick Step
- 2024 –  Movistar Team
- 2025 –  Groupama-FDJ

Bico · Bokeloh · Cavagna · García · Kasperkiewicz · Lehky · Mas · Molly · Narváez · Schachmann · Schlegel · Schreurs · Sisr · Lecroq (stagiair)
Alaphilippe · Bauer · Boonen (tot 09/04) · Brambilla · Capecchi · Cavagna · de la Cruz · De Plus · Declercq · Devenyns · Gaviria · Gilbert · Jungels · Keisse · Kittel · Lampaert · Martin · Martinelli · Mas · Richeze · Sabatini · Schachmann · Serry · Štybar · Terpstra · Trentin · Vakoč · Velits · Vermote · Hodeg (stagiair) · Kasperkiewicz (stagiair)
Alaphilippe · Asgreen · Capecchi · Cavagna · De Plus · Declercq · Devenyns · Gaviria · Gilbert · Hodeg · Jakobsen · Jungels · Keisse · Knox · Lampaert · Martinelli · Mas · Mørkøv · Narváez · Richeze · Sabatini · Schachmann  · Sénéchal · Serry · Štybar · Terpstra · Vakoč · Viviani
Alaphilippe · Asgreen · Capecchi · Cavagna · Declercq · Devenyns · Evenepoel   · Gilbert · Hodeg · Honoré · Jakobsen · Jungels · Keisse · Knox · Lampaert · Martinelli · Mas · Mørkøv · Richeze · Sabatini · Sénéchal · Serry · Štybar · Vakoč · Viviani 
Alaphilippe  · Almeida · Archbold · Asgreen · Bagioli · Ballerini · Bennett · Cattaneo · Cavagna · Declercq · Devenyns · Evenepoel   · Garrison · Hodeg · Honoré · Jakobsen · Jungels · Keisse · Knox · Lampaert · Masnada · Mørkøv · Sénéchal · Serry · Steels · Steimle · Štybar · Van Lerberghe · Quinn (stagiair) · Vansevenant (stagiair)
Alaphilippe  · Almeida · Archbold · Asgreen · Bagioli · Ballerini · Bennett · Cattaneo · Cavagna · Cavendish · Černý · Declercq · Devenyns · Evenepoel · Garrison · Hodeg · Honoré · Jakobsen · Keisse · Knox · Lampaert · Masnada · Mørkøv · Sénéchal · Serry · Steels · Steimle · Štybar · Van Lerberghe · Vansevenant · Osborne (stagiair) · Van Tricht (stagiair)
Alaphilippe  · Asgreen · Bagioli · Ballerini · Cattaneo · Cavagna · Cavendish · Černý · Declercq · Devenyns · Evenepoel  · Honoré · Jakobsen  · Keisse · Knox · Lampaert · Masnada · Mørkøv · Schmid · Sénéchal · Serry · Steels · Steimle · Štybar · Svrček (vanaf 1/7) · Van Lerberghe · Van Tricht · Van Wilder · Vansevenant · Vernon · Vervaeke · Raccani (stagiair)
Alaphilippe · Asgreen · Bagioli · Ballerini · Cattaneo · Cavagna · Černý · Declercq · Devenyns · Evenepoel    · Hirt · Jakobsen  · Knox · Lampaert · Masnada · Merlier · Mørkøv · Pedersen · Schmid · Sénéchal · Serry · Steimle · Svrček · Van Lerberghe · Van Tricht · Van Wilder · Vansevenant · Vernon · Vervaeke
Aranburu · Arcas · Barrenetxea · Barta · Canal · Cavagna · Cimolai · Formolo · García · Gaviria · Guerreiro · Jacobs · Lazkano · Mas · Milesi · Moro · Mühlberger · Norsgaard · Oliveira · Pedrero · Quintana · Rangel Costa (tot 19/8) · Romeo · Romo · Rubio · Samitier · Serrano · Sosa · Torres